# Sharon Bates
 (novembre 2023).
Sharon Bates est un groupe de rock indépendant espagnol, originaire de Valladolid, en Castille-et-León.

## Histoire

### Débuts

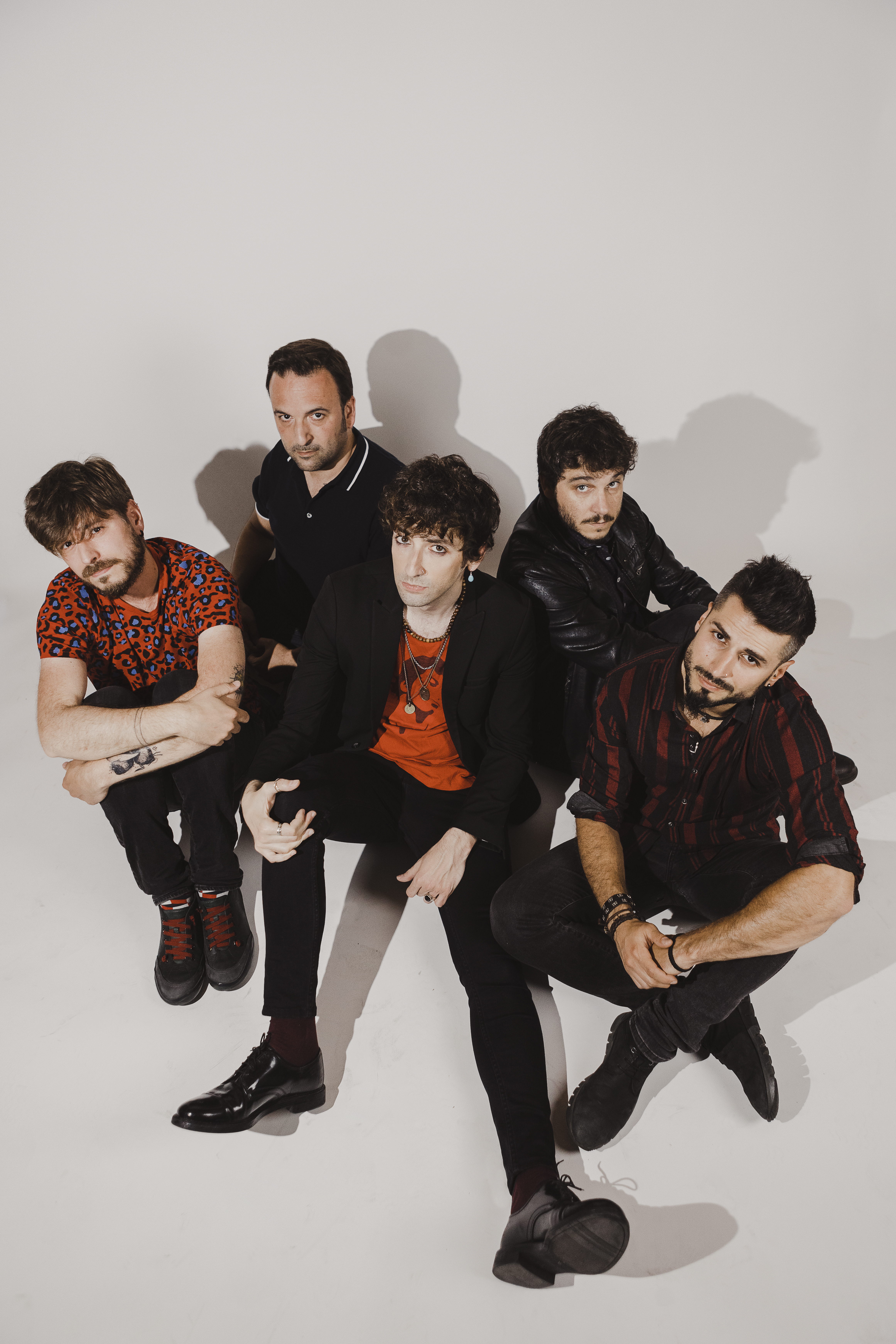
Les membres du groupe. de gauche à droite : Rober, Sergio, Cristian, Dani et Javi.

Le groupe est formé en 2010, initialement par Cristian Haroche, Sergio Villar, Enrique Hidalgo et Carlos Flores. Après un peu plus d'un an, le groupe est formé par Sergio et Cristian seulement, complétant la formation avec Daniel Peñalba et Javi Hernández à la guitare solo et à la basse respectivement.
Le groupe participe à la finale du Concurso de Bandas 2012 dans le quartier de Lavapiés associé au club El Juglar, se classant troisième et étant le seul groupe non madrilène à monter sur le podium, pouvant ainsi jouer en août de la même année dans les fêtes du quartier devant un grand nombre de participants. Ensuite, ils sont arrivés en deuxième position, avec un vote serré, au concours où ils sont nés en tant que groupe, l'Ondarock de Valladolid, lors de sa dixième édition (2011), recevant des éloges en tant que groupe révélation locale.
Au cours de l'année 2012, ils donnent des concerts dans de nombreuses salles de Madrid, consolidant leur solide performance live et triomphant dans différents concours, tels que le Wolfest, dans la Sala Joy Eslava à Madrid, qui leur donne la chance de jouer dans la Sala Riviera dans la même ville en avril 2013 ; et à l'OndaRock 2012 à Valladolid, avec le prix duquel ils ont pu payer l'enregistrement professionnel de leur premier album studio.
Au début de l'année 2013, Sharon Bates commence à enregistrer son premier album, intitulé Dirigido por Adam Smithee, au studio NeoMusicBox à Aranda de Duero. Il est produit par le groupe lui-même et par José Caballero. Il s'agit d'un LP de 11 chansons dans lequel le groupe montre son style direct avec des rythmes dansants accompagnés de morceaux de guitares. La présentation de l'album a lieu dans la sala Kerala de Valladolid en collaboration avec Europa FM et OndaCero en octobre 2013. En avril 2013, Sharon Bates s'installe à Barcelone pour enregistrer son premier clip vidéo avec le producteur Luis Germanó (Supersubmarina, Mikel Erentxun, Sidonie, etc.) ainsi que la contribution de Mister Fogg, ils enregistrent le premier clip vidéo à 360 degrés en Espagne. Ce système, innovant pour l'époque, permet à l'utilisateur de naviguer dans le clip vidéo en se concentrant sur les aspects qui lui plaisent le plus, ce qui lui donne un sentiment d'immersion réelle avec les autres membres du groupe. Le lancement a été un grand succès, atteignant 16 000 vues au cours des trois premiers jours.
En août 2013, ils jouent sur la scène RedBull du festival Sonorama Ribera à Aranda de Duero. En septembre 2013, ils jouent sur la grande scène des Fiestas de Nuestra Señora de San Lorenzo à Valladolid, en première partie du groupe Chambao. En octobre 2013, ils sont sélectionnés pour se produire à la Sala Siroco de Madrid dans le cadre du Coca-Cola Concerts Club en première partie du groupe The Rebels. En janvier 2014, ils apparaissent dans le magazine Mondosonoro avec une courte interview ainsi qu'une critique de leur premier album. En mars 2014, ils font partie du premier festival Valladolid en Vivo qui se tient dans la salle Mirador de Cristal du Musée des sciences de Valladolid.

### Nouveaux albums
En mai 2015, ils font la première partie du groupe Supersubmarina au pavillon CHF de León, devant un public de plus de 2 500 personnes. En juin 2015, ils participent à la dixième édition du festival Valladolid Latino, partageant la scène avec des artistes tels que Loquillo, Rosendo et Mikel Erentxun. En septembre 2019, après plusieurs concerts dans différentes villes, ils réitèrent sur la Plaza Mayor de leur ville, à Valladolid, cette fois-ci en première partie du groupe écossais Franz Ferdinand devant des dizaines de milliers de personnes.
Dans la seconde moitié de 2020, ils commencent le développement d'un nouvel album, cette fois avec la production de Juan Manuel Latorre, membre de Vetusta Morla, l'enregistrement au Estudio Silencio (Madrid) avec Juanjo Reig aux commandes et au Eldana Estudio (Dueñas) avec Jorge Calderón. Deux singles sont sortis jusqu'à présent, Kilimanjaro et Mejor, et la sortie de l'album est prévue pour 2023.

## Discographie
- 2011 : La Tercera guerra mundial (EP)
- 2013 : Dirigido por Adam Smithee
- 2015 : #EnDirecto estudios idemm Madrid
- 2017 : Hawaii Quizás
- 2023 : TBA